# Premier di Bermuda
Il premier di Bermuda è il capo del governo di Bermuda. È nominato dal Governatore di Bermuda che riveste l'incarico di rappresentante del sovrano britannico nel territorio d'oltremare. La carica è stata creata, col nome di Government Leader, nel 1968 con la Costituzione di Bermuda.
Dal 19 luglio 2017 il premier di Bermuda è Edward David Burt, leader del Partito Laburista Progressista.

## Elenco[1]
Le date in corsivo indicano una continuazione de facto della carica.
| #                                        | Ritratto | Nome                    | Partito                        | Mandato          | Mandato          |
| #                                        | Ritratto | Nome                    | Partito                        | Inizio           | Fine             |
| ---------------------------------------- | -------- | ----------------------- | ------------------------------ | ---------------- | ---------------- |
| Government Leader di Bermuda (1968-1973) |          |                         |                                |                  |                  |
| 1                                        |          | Henry Tucker            | Partito Bermuda Unite          | 10 giugno 1968   | 29 dicembre 1971 |
| 2                                        |          | Edward Richards         | Partito Bermuda Unite          | 29 dicembre 1971 | 18 aprile 1973   |
| Premier di Bermuda (1973-oggi)           |          |                         |                                |                  |                  |
| 1                                        |          | Edward Richards         | Partito Bermuda Unite          | 18 aprile 1973   | 29 dicembre 1975 |
| 2                                        |          | John Henry Sharpe       | Partito Bermuda Unite          | 29 dicembre 1975 | 30 agosto 1977   |
| 3                                        |          | David Gibbons           | Partito Bermuda Unite          | 30 agosto 1977   | 15 gennaio 1982  |
| 4                                        |          | John Swan               | Partito Bermuda Unite          | 15 gennaio 1982  | 25 agosto 1995   |
| 5                                        |          | David Saul              | Partito Bermuda Unite          | 25 agosto 1995   | 27 marzo 1997    |
| 6                                        |          | Pamela Gordon           | Partito Bermuda Unite          | 27 marzo 1997    | 10 novembre 1998 |
| 7                                        |          | Jennifer Meredith Smith | Partito Laburista Progressista | 10 novembre 1998 | 29 luglio 2003   |
| 8                                        |          | Alex Scott              | Partito Laburista Progressista | 29 luglio 2003   | 30 ottobre 2006  |
| 9                                        |          | Ewart Brown             | Partito Laburista Progressista | 30 ottobre 2006  | 29 ottobre 2010  |
| 10                                       |          | Paula Cox               | Partito Laburista Progressista | 29 ottobre 2010  | 18 dicembre 2012 |
| 11                                       |          | Craig Cannonier         | One Bermuda Alliance           | 18 dicembre 2012 | 19 maggio 2014   |
| 12                                       |          | Michael Dunkley         | One Bermuda Alliance           | 20 maggio 2014   | 18 luglio 2017   |
| 13                                       |          | Edward David Burt       | Partito Laburista Progressista | 19 luglio 2017   | in carica        |